# Us + Them Tour
Us + Them Tour è stato il quarto tour musicale da solista dell'ex bassista dei Pink Floyd Roger Waters. Waters ha portato il tour negli Stati Uniti, in Canada, in Nuova Zelanda e in alcuni paesi europei e latinoamericani. La scaletta conteneva brani dei Pink Floyd e dell'ultimo album di Waters, Is This the Life We Really Want?. Il tour è iniziato il 26 maggio 2017 a Kansas City e si è concluso il 9 dicembre 2018 a Monterrey.

## Il tour

### Antefatti
(Roger Waters)
A metà ottobre 2016 Waters ha annunciato che sarebbe tornato in Nord America nel 2017 con un nuovo tour chiamato Us+Them, dicendo: "Faremo un nuovo tour, il contenuto è segretissimo. Sarà un misto di cose dalla mia lunga carriera, dai miei anni con i Pink Floyd, e qualche cosa nuova. Probabilmente il 75% dello show sarà vecchio materiale e il 25% sarà nuovo, ma tutto connesso da un tema generale. Sarà un bello spettacolo, ve lo prometto. Sarà spettacolare come lo sono stati tutti i miei show."
Il nome del tour deriva dal brano Us and Them dei Pink Floyd, dal loro album The Dark Side of the Moon del 1973.

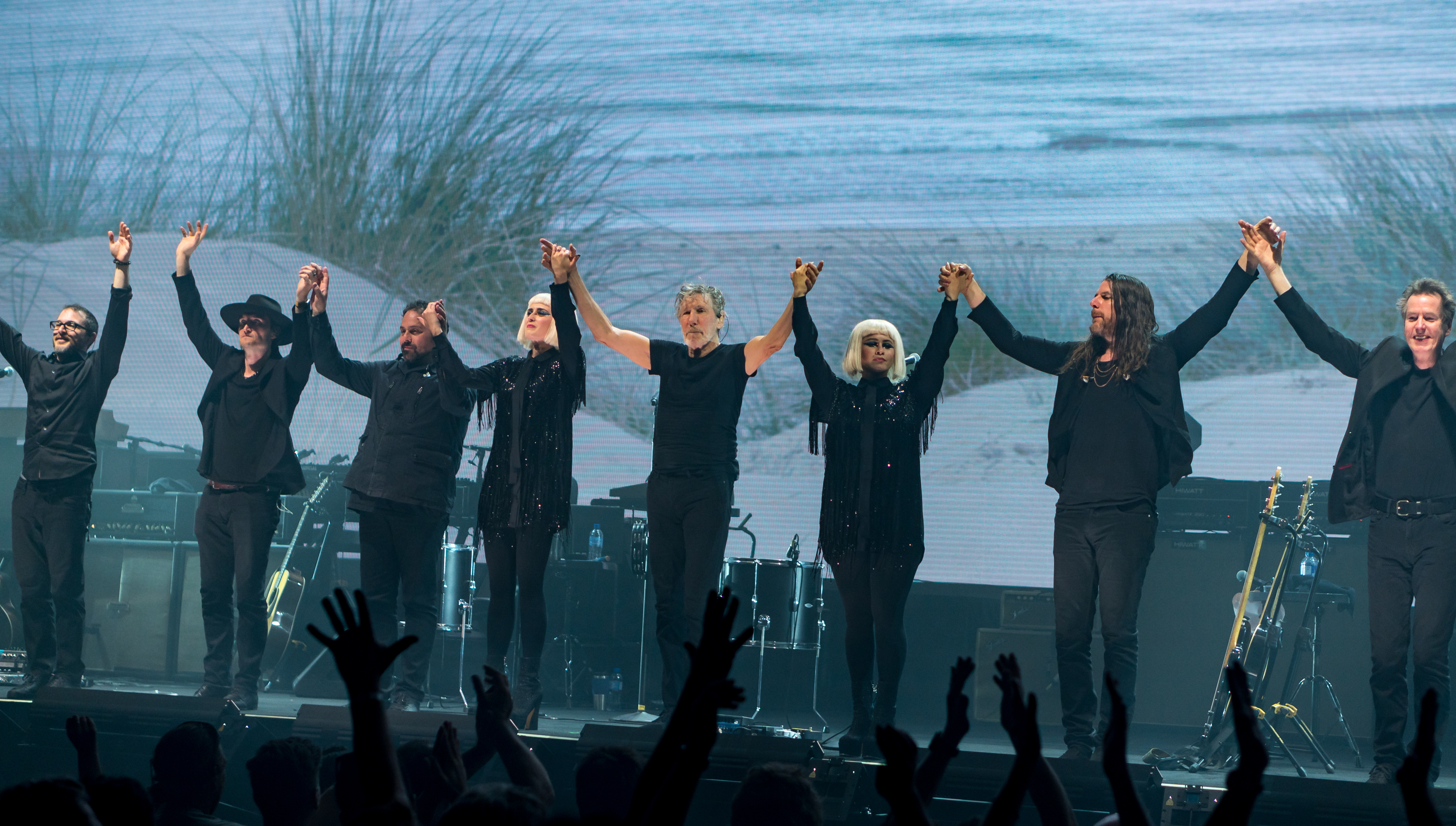
La band alla fine di un concerto a Auckland il 24 gennaio 2018

### Accoglienza
A luglio 2017, Us + Them, che era costato più di 4 milioni di dollari, ne aveva incassati 25 milioni in Nord America ed era diciannovesimo per incasso in Nord America nel 2017. Il tour è stato particolarmente lodato per la scaletta, che includeva alcuni dei più importanti pezzi della carriera di Waters all'interno dei Pink Floyd, e per i risultati ottenuti a livello visivo grazie all'impiego della tecnologia.
Una parte dello spettacolo includeva diversi attacchi piuttosto forti all'ex Presidente degli Stati Uniti Donald Trump. Questo ha portato diversi spettatori a fischiare Waters o, addirittura, ad andare via dagli spettacoli. Waters ha risposto alle critiche dicendo: "Trovo leggermente sorprendente che qualcuno possa aver ascoltato le mie canzoni per oltre 50 anni senza capire", e si è rivolto ai critici dicendo che se a loro non piaceva quello che stava facendo potevano andare "a vedere Katy Perry o guardare i Kardashians. Non mi importa". Waters ha anche detto che a causa dei suoi messaggi anti-Trump ha perso partner come American Express, che si è rifiutata di sponsorizzare il tour negli Stati Uniti, nonostante sia rimasta associata in Canada.
Waters si è anche scontrato con alcuni legislatori che hanno tentato di cancellare le date del suo tour in alcune città a causa delle sue posizioni antisioniste, da alcune considerate antisemite. Prima della sua esibizione a Washington, D.C., il Jewish Community Relations Council of Greater Washington ha realizzato un video che criticava Waters per il suo supporto al BDS, movimento che compara il trattamento da parte di Israele nei confronti dei palestinesi all'apartheid.

## Scaletta
Solitamente la scaletta è questa, ma può variare a seconda della data.

### Set 1
1. Speak to Me
2. Breathe
3. One of These Days
4. Time
5. Breathe (Reprise)
6. The Great Gig in the Sky
7. Welcome to the Machine
8. When We Were Young
9. Déjà Vu
10. The Last Refugee
11. Picture That
12. Wish You Were Here
13. The Happiest Days of Our Lives
14. Another Brick in the Wall Part 2
15. Another Brick in the Wall Part 3

### Set 2
1. Dogs
2. Pigs (Three Different Ones)
3. Money
4. Us and Them
5. Smell the Roses
6. Brain Damage
7. Eclipse

### Encore
Performance acustica di uno, o a volte due, dei brani elencati sotto
- Comfortably Numb
- Vera/Bring the Boys Back Home (medley) (tutti gli spettacoli fino all'11 agosto 2017, spettacoli del 14 e 18 agosto 2018)
- Mother (Nashville, Boston, Québec, Ottawa, Toronto, Montréal, Winnipeg, Vancouver, Auckland, Dunedin, Sydney, Melbourne, Adelaide, Milano,  Bologna, Budapest, Zagabria, Lione, Anversa, Roma, Cracovia, San Paolo, Brasilia, Rio de Janeiro, San José)
- Wait For Her/Oceans Apart/Part of Me Died (medley) (29 ottobre 2017, 20 febbraio 2018, 22 aprile 2018, 28 aprile 2018, 20 maggio 2018, 18 giugno 2018, 29 giugno 2018, 5 agosto 2018)
- Danny Boy (Dublino, giugno 2018)
- Broken Bones (Copenhagen, agosto 2018; Oslo, 15 agosto 2018; Helsinki, 21 agosto 2018; Bogotá, 21 novembre 2018)
- The Bravery of Being Out of Range (Riga, 24 agosto 2018; Kaunas, 26 agosto 2018; San Pietroburgo, 29 agosto 2018; Mosca, 31 agosto 2018)
- Two Suns in the Sunset (Salvador, 17 ottobre 2018; Belo Horizonte, 21 ottobre 2018; Montevideo, 3 novembre 2018; Lima, 17 November 2018)
- The Gunner's Dream (Santiago de Chile, 14 novembre 2018)

## Date del tour
| Data              | Città             | Stato           | Luogo                                    | Biglietti veduti / Biglietti disponibili | Incasso      |
| Nord America      | Nord America      | Nord America    | Nord America                             | Nord America                             | Nord America |
| ----------------- | ----------------- | --------------- | ---------------------------------------- | ---------------------------------------- | ------------ |
| 21 maggio 2017    | East Rutherford   | Stati Uniti     | Meadowlands Arena                        | N.D.                                     | N.D.         |
| 26 maggio 2017    | Kansas City       | Stati Uniti     | Sprint Center                            | 12,077/12,077                            | $1,412,641   |
| 28 maggio 2017    | Louisville        | Stati Uniti     | KFC Yum! Center                          | 11,760 / 11,760                          | $1,336,338   |
| 30 maggio 2017    | St. Louis         | Stati Uniti     | Scottrade Center                         | 11,682 / 11,682                          | $1,083,554   |
| 1 giugno 2017     | Tulsa             | Stati Uniti     | BOK Center                               | 10,031 / 10,031                          | $1,059,057   |
| 3 giugno 2017     | Denver            | Stati Uniti     | Pepsi Center                             | 22,731 / 22,731                          | $2,619,769   |
| 4 giugno 2017     | Denver            | Stati Uniti     | Pepsi Center                             | 22,731 / 22,731                          | $2,619,769   |
| 7 giugno 2017     | San Jose          | Stati Uniti     | SAP Center                               | 12,230 / 12,230                          | $1,977,011   |
| 10 giugno 2017    | Oakland           | Stati Uniti     | Oracle Arena                             | 12,665 / 12,665                          | $1,708,813   |
| 12 giugno 2017    | Sacramento        | Stati Uniti     | Golden 1 Center                          | 12,980 / 12,980                          | $1,635,413   |
| 14 giugno 2017    | Glendale          | Stati Uniti     | Gila River Arena                         | 11,682 / 11,682                          | $1,422,541   |
| 16 giugno 2017    | Las Vegas         | Stati Uniti     | T-Mobile Arena                           | 12,601 / 12,601                          | $1,767,456   |
| 20 giugno 2017    | Los Angeles       | Stati Uniti     | Staples Center                           | 38,003 / 38,003                          | $5,613,448   |
| 21 giugno 2017    | Los Angeles       | Stati Uniti     | Staples Center                           | 38,003 / 38,003                          | $5,613,448   |
| 24 giugno 2017    | Tacoma            | Stati Uniti     | Tacoma Dome                              | 18,073 / 18,073                          | $2,337,871   |
| 25 giugno 2017    | Portland          | Stati Uniti     | Moda Center                              | 11,547 / 11,547                          | $1,223,572   |
| 27 giugno 2017    | Los Angeles       | Stati Uniti     | Staples Center                           | [ 13 ]                                   | [ 13 ]       |
| 1 luglio 2017     | San Antonio       | Stati Uniti     | AT&T Center                              | 11,170 / 12,000                          | $1,168,987   |
| 3 luglio 2017     | Dallas            | Stati Uniti     | American Airlines Center                 | 13,002 / 13,002                          | $1,930,195   |
| 6 luglio 2017     | Houston           | Stati Uniti     | Toyota Center                            | 9,413 / 10,500                           | $1,296,710   |
| 8 luglio 2017     | New Orleans       | Stati Uniti     | Smoothie King Center                     | 11,397 / 11,397                          | $1,179,322   |
| 11 luglio 2017    | Tampa             | Stati Uniti     | Amalie Arena                             | 12,750 / 12,750                          | $1,552,781   |
| 13 luglio 2017    | Miami             | Stati Uniti     | American Airlines Arena                  | 12,742 / 12,742                          | $1,597,676   |
| 16 luglio 2017    | Duluth            | Stati Uniti     | Infinite Energy Arena                    | 9,458 / 9,458                            | $1,320,554   |
| 18 luglio 2017    | Greensboro        | Stati Uniti     | Greensboro Coliseum                      | 12,632 / 12,632                          | $1,316,674   |
| 20 luglio 2017    | Columbus          | Stati Uniti     | Nationwide Arena                         | 13,198 / 13,198                          | $1,615,737   |
| 22 luglio 2017    | Chicago           | Stati Uniti     | United Center                            | 32,414 / 36,000                          | $4,162,170   |
| 23 luglio 2017    | Chicago           | Stati Uniti     | United Center                            | 32,414 / 36,000                          | $4,162,170   |
| 26 luglio 2017    | Saint Paul        | Stati Uniti     | Xcel Energy Center                       | 12,875 / 12,875                          | $1,755,448   |
| 28 luglio 2017    | Chicago           | Stati Uniti     | United Center                            | [ 14 ]                                   | [ 14 ]       |
| 29 luglio 2017    | Milwaukee         | Stati Uniti     | BMO Harris Bradley Center                | 12,039 / 12,500                          | $1,298,257   |
| 2 agosto 2017     | Auburn Hills      | Stati Uniti     | The Palace of Auburn Hills               | 12,138 / 12,138                          | $1,330,313   |
| 4 agosto 2017     | Washington, D.C.  | Stati Uniti     | Verizon Center                           | 20,022 / 22,000                          | $2,650,410   |
| 5 agosto 2017     | Washington, D.C.  | Stati Uniti     | Verizon Center                           | 20,022 / 22,000                          | $2,650,410   |
| 8 agosto 2017     | Filadelfia        | Stati Uniti     | Wells Fargo Center                       | 34,589 / 36,000                          | $4,165,354   |
| 9 agosto 2017     | Filadelfia        | Stati Uniti     | Wells Fargo Center                       | 34,589 / 36,000                          | $4,165,354   |
| 11 agosto 2017    | Filadelfia        | Stati Uniti     | Wells Fargo Center                       | 34,589 / 36,000                          | $4,165,354   |
| 13 agosto 2017    | Nashville         | Stati Uniti     | Bridgestone Arena                        | 12,515 / 12,515                          | $1,393,041   |
| 7 settembre 2017  | Newark            | Stati Uniti     | Prudential Center                        | 12,064 / 12,064                          | $1,810,911   |
| 9 settembre 2017  | Buffalo           | Stati Uniti     | KeyBank Center                           | 10,634 / 13,183                          | $1,148,574   |
| 11 settembre 2017 | Brooklyn          | Stati Uniti     | Barclays Center                          | 21,018 / 25,048                          | $2,779,735   |
| 12 settembre 2017 | Brooklyn          | Stati Uniti     | Barclays Center                          | 21,018 / 25,048                          | $2,779,735   |
| 15 settembre 2017 | Uniondale         | Stati Uniti     | Nassau Veterans Memorial Coliseum        | 18,137 / 20,765                          | $2,280,573   |
| 16 settembre 2017 | Uniondale         | Stati Uniti     | Nassau Veterans Memorial Coliseum        | 18,137 / 20,765                          | $2,280,573   |
| 19 settembre 2017 | Pittsburgh        | Stati Uniti     | PPG Paints Arena                         | 10,772 / 12,701                          | $1,208,751   |
| 21 settembre 2017 | Cleveland         | Stati Uniti     | Quicken Loans Arena                      | 11,458 / 13,104                          | $1,275,858   |
| 23 settembre 2017 | Albany            | Stati Uniti     | Times Union Center                       | 11,017 / 11,017                          | $1,217,536   |
| 24 settembre 2017 | Hartford          | Stati Uniti     | XL Center                                | 7,783 / 10,014                           | $810,988     |
| 27 settembre 2017 | Boston            | Stati Uniti     | TD Garden                                | 24,094 / 24,094                          | $3,331,153   |
| 28 settembre 2017 | Boston            | Stati Uniti     | TD Garden                                | 24,094 / 24,094                          | $3,331,153   |
| 2 ottobre 2017    | Toronto           | Canada          | Air Canada Centre                        | 40,061 / 40,061                          | $4,640,310   |
| 3 ottobre 2017    | Toronto           | Canada          | Air Canada Centre                        | 40,061 / 40,061                          | $4,640,310   |
| 6 ottobre 2017    | Québec            | Canada          | Videotron Centre                         | 25,105 / 25,105                          | $2,966,180   |
| 7 ottobre 2017    | Québec            | Canada          | Videotron Centre                         | 25,105 / 25,105                          | $2,966,180   |
| 10 ottobre 2017   | Ottawa            | Canada          | Canadian Tire Centre                     | 11,365 / 12,478                          | $1,148,110   |
| 13 ottobre 2017   | Toronto           | Canada          | Air Canada Centre                        | [ 15 ]                                   | [ 15 ]       |
| 16 ottobre 2017   | Montréal          | Canada          | Centre Bell                              | 34,983 / 38,143                          | $3,813,280   |
| 17 ottobre 2017   | Montréal          | Canada          | Centre Bell                              | 34,983 / 38,143                          | $3,813,280   |
| 19 ottobre 2017   | Montréal          | Canada          | Centre Bell                              | 34,983 / 38,143                          | $3,813,280   |
| 22 ottobre 2017   | Winnipeg          | Canada          | Bell MTS Place                           | 11,152 / 12,682                          | $1,182,730   |
| 24 ottobre 2017   | Edmonton          | Canada          | Rogers Place                             | 19,347 / 23,440                          | $1,973,130   |
| 25 ottobre 2017   | Edmonton          | Canada          | Rogers Place                             | 19,347 / 23,440                          | $1,973,130   |
| 28 ottobre 2017   | Vancouver         | Canada          | Rogers Arena                             | 25,520 / 27,312                          | $2,927,440   |
| 29 ottobre 2017   | Vancouver         | Canada          | Rogers Arena                             | 25,520 / 27,312                          | $2,927,440   |
| Oceania           |                   |                 |                                          |                                          |              |
| 24 gennaio 2018   | Auckland          | Nuova Zelanda   | Spark Arena                              | 14,744 / 17,580                          | $1,605,066   |
| 26 gennaio 2018   | Auckland          | Nuova Zelanda   | Spark Arena                              | 14,744 / 17,580                          | $1,605,066   |
| 30 gennaio 2018   | Dunedin           | Nuova Zelanda   | Forsyth Barr Stadium                     | 12,790 / 14,836                          | $1,211,553   |
| 2 febbraio 2018   | Sydney            | Australia       | Qudos Bank Arena                         | 16,608 / 16,716                          | $2,145,500   |
| 3 febbraio 2018   | Sydney            | Australia       | Qudos Bank Arena                         | 16,608 / 16,716                          | $2,145,500   |
| 6 febbraio 2018   | Brisbane          | Australia       | Brisbane Entertainment Centre            | 12,927 / 16,444                          | $1,476,330   |
| 7 febbraio 2018   | Brisbane          | Australia       | Brisbane Entertainment Centre            | 12,927 / 16,444                          | $1,476,330   |
| 10 febbraio 2018  | Melbourne         | Australia       | Rod Laver Arena                          | 25,824 / 29,727                          | $3,203,621   |
| 11 febbraio 2018  | Melbourne         | Australia       | Rod Laver Arena                          | 25,824 / 29,727                          | $3,203,621   |
| 13 febbraio 2018  | Melbourne         | Australia       | Rod Laver Arena                          | 25,824 / 29,727                          | $3,203,621   |
| 16 febbraio 2018  | Adelaide          | Australia       | Adelaide Entertainment Centre            | 7,202 / 7,765                            | $904,922     |
| 20 febbraio 2018  | Perth             | Australia       | Perth Arena                              | 12,624 / 12,707                          | $1,546,760   |
| Europa            |                   |                 |                                          |                                          |              |
| 13 aprile 2018    | Barcellona        | Spagna          | Palau Sant Jordi                         | 26,070 / 30,258                          | $2,339,029   |
| 14 aprile 2018    | Barcellona        | Spagna          | Palau Sant Jordi                         | 26,070 / 30,258                          | $2,339,029   |
| 17 aprile 2018    | Milano            | Italia          | Mediolanum Forum                         | 19,094 / 19,094                          | $2,124,221   |
| 18 aprile 2018    | Milano            | Italia          | Mediolanum Forum                         | 19,094 / 19,094                          | $2,124,221   |
| 21 aprile 2018    | Bologna           | Italia          | Unipol Arena                             | 48,400 / 64,844                          | $4,379,175   |
| 22 aprile 2018    | Bologna           | Italia          | Unipol Arena                             | 48,400 / 64,844                          | $4,379,175   |
| 24 aprile 2018    | Bologna           | Italia          | Unipol Arena                             | 48,400 / 64,844                          | $4,379,175   |
| 25 aprile 2018    | Bologna           | Italia          | Unipol Arena                             | 48,400 / 64,844                          | $4,379,175   |
| 27 aprile 2018    | Praga             | Repubblica Ceca | O2 Arena                                 | 30,764 / 30,764                          | $2,770,112   |
| 28 aprile 2018    | Praga             | Repubblica Ceca | O2 Arena                                 | 30,764 / 30,764                          | $2,770,112   |
| 2 maggio 2018     | Budapest          | Ungheria        | Budapest Sports Arena                    | 13,332 / 13,380                          | $1,072,031   |
| 4 maggio 2018     | Sofia             | Bulgaria        | Arena Armeec                             | 13,564 / 14,750                          | $856,600     |
| 6 maggio 2018     | Zagabria          | Croazia         | Arena Zagreb                             | 14,471 / 15,705                          | $925,312     |
| 9 maggio 2018     | Lione             | Francia         | Halle Tony Garnier                       | 13,788 / 13,788                          | $1,147,029   |
| 11 maggio 2018    | Anversa           | Belgio          | Sportpaleis                              | 25,929 / 29,602                          | $2,694,928   |
| 12 maggio 2018    | Anversa           | Belgio          | Sportpaleis                              | 25,929 / 29,602                          | $2,694,928   |
| 14 maggio 2018    | Amburgo           | Germania        | Barclaycard Arena                        | 10,652 / 11,696                          | $1,218,910   |
| 16 maggio 2018    | Vienna            | Austria         | Wiener Stadthalle                        | 9,758 / 9,852                            | $1,277,703   |
| 20 maggio 2018    | Lisbona           | Portogallo      | Altice Arena                             | 32,068 / 32,068                          | $2,563,839   |
| 21 maggio 2018    | Lisbona           | Portogallo      | Altice Arena                             | 32,068 / 32,068                          | $2,563,839   |
| 24 maggio 2018    | Madrid            | Spagna          | WiZink Center                            | 28,402 / 32,722                          | $2,835,089   |
| 25 maggio 2018    | Madrid            | Spagna          | WiZink Center                            | 28,402 / 32,722                          | $2,835,089   |
| 28 maggio 2018    | Zurigo            | Svizzera        | Hallenstadion                            | 16,942 / 19,000                          | $2,806,270   |
| 29 maggio 2018    | Zurigo            | Svizzera        | Hallenstadion                            | 16,942 / 19,000                          | $2,806,270   |
| 1 giugno 2018     | Berlino           | Germania        | Mercedes-Benz Arena                      | 23,059 / 23,059                          | $2,483,560   |
| 2 giugno 2018     | Berlino           | Germania        | Mercedes-Benz Arena                      | 23,059 / 23,059                          | $2,483,560   |
| 4 giugno 2018     | Mannheim          | Germania        | SAP Arena                                | 9,239 / 9,361                            | $1,084,250   |
| 8 giugno 2018     | Nanterre          | Francia         | U Arena                                  | 45,639 / 56,540                          | $4,281,563   |
| 9 giugno 2018     | Nanterre          | Francia         | U Arena                                  | 45,639 / 56,540                          | $4,281,563   |
| 11 giugno 2018    | Colonia           | Germania        | Lanxess Arena                            | 13,530 / 13,555                          | $1,508,170   |
| 13 giugno 2018    | Monaco di Baviera | Germania        | Olympiahalle                             | 10,711 / 10,751                          | $1,284,431   |
| 16 giugno 2018    | Lilla             | Francia         | Stadio Pierre-Mauroy                     | 23,649 / 27,137                          | $1,903,451   |
| 18 giugno 2018    | Amsterdam         | Paesi Bassi     | Ziggo Dome                               | 56,524 / 58,620                          | $5,146,945   |
| 19 giugno 2018    | Amsterdam         | Paesi Bassi     | Ziggo Dome                               | 56,524 / 58,620                          | $5,146,945   |
| 22 giugno 2018    | Amsterdam         | Paesi Bassi     | Ziggo Dome                               | 56,524 / 58,620                          | $5,146,945   |
| 23 giugno 2018    | Amsterdam         | Paesi Bassi     | Ziggo Dome                               | 56,524 / 58,620                          | $5,146,945   |
| 26 giugno 2018    | Dublino           | Irlanda         | 3Arena                                   | 15,226 / 16,506                          | $1,885,287   |
| 27 giugno 2018    | Dublino           | Irlanda         | 3Arena                                   | 15,226 / 16,506                          | $1,885,287   |
| 29 giugno 2018    | Glasgow           | Scozia          | SSE Hydro                                | 19,678 / 20,042                          | $2,404,309   |
| 30 giugno 2018    | Glasgow           | Scozia          | SSE Hydro                                | 19,678 / 20,042                          | $2,404,309   |
| 2 luglio 2018     | Liverpool         | Regno Unito     | Echo Arena Liverpool                     | 9,103 / 9,192                            | $1,097,010   |
| 3 luglio 2018     | Manchester        | Regno Unito     | Manchester Arena                         | 11,478 / 13,697                          | $1,361,650   |
| 6 luglio 2018     | Londra            | Regno Unito     | Hyde Park                                | —                                        | —            |
| 7 luglio 2018     | Birmingham        | Regno Unito     | Arena Birmingham                         | 11,319 / 11,391                          | $1,358,340   |
| 11 luglio 2018    | Lucca             | Italia          | Mura di Lucca (Lucca Summer Festival)    | 18,680 / 23,000                          | $2,111,898   |
| 14 luglio 2018    | Roma              | Italia          | Circo Massimo                            | 30,710 / 33,800                          | $3,003,301   |
| 3 agosto 2018     | Cracovia          | Polonia         | Tauron Arena Kraków                      | 16,937 / 17,054                          | $1,390,587   |
| 5 agosto 2018     | Danzica           | Polonia         | Ergo Arena                               | 12,092 / 12,293                          | $1,009,888   |
| 7 agosto 2018     | Herning           | Danimarca       | Jyske Bank Boxen                         | 10,040 / 10,444                          | $1,350,013   |
| 10 agosto 2018    | Copenhagen        | Danimarca       | Royal Arena                              | 23,512 / 24,270                          | $3,217,551   |
| 11 agosto 2018    | Copenhagen        | Danimarca       | Royal Arena                              | 23,512 / 24,270                          | $3,217,551   |
| 14 agosto 2018    | Oslo              | Norvegia        | Telenor Arena                            | 33,596 / 38,808                          | $3,712,435   |
| 15 agosto 2018    | Oslo              | Norvegia        | Telenor Arena                            | 33,596 / 38,808                          | $3,712,435   |
| 18 agosto 2018    | Stoccolma         | Svezia          | Friends Arena                            | 19,043 / 19,238                          | $1,782,758   |
| 21 agosto 2018    | Helsinki          | Finlandia       | Hartwall Arena                           | 10,632 / 10,632                          | $1,094,232   |
| 24 agosto 2018    | Riga              | Lettonia        | Arēna Rīga                               | 8,151 / 8,336                            | $1,082,662   |
| 26 agosto 2018    | Kaunas            | Lituania        | Žalgirio Arena                           | 10,622 / 11,077                          | $931,553     |
| 29 agosto 2018    | San Pietroburgo   | Russia          | SKK Peterburgskiy                        | 13,047 / 18,708                          | $1,061,555   |
| 31 agosto 2018    | Mosca             | Russia          | SK Olimpiyskiy                           | 23,045 / 25,027                          | $2,161,790   |
| America Latina    |                   |                 |                                          |                                          |              |
| 9 ottobre 2018    | San Paolo         | Brasile         | Allianz Parque                           | 81,545 / 86,860                          | $6,542,670   |
| 10 ottobre 2018   | San Paolo         | Brasile         | Allianz Parque                           | 81,545 / 86,860                          | $6,542,670   |
| 13 ottobre 2018   | Brasilia          | Brasile         | Estádio Mané Garrincha                   | 50,478 / 55,342                          | $3,142,130   |
| 17 ottobre 2018   | Salvador          | Brasile         | Itaipava Arena Fonte Nova                | 28,477 / 54,493                          | $1,410,590   |
| 21 ottobre 2018   | Belo Horizonte    | Brasile         | Mineirão                                 | 49,709 / 50,987                          | $3,690,650   |
| 24 ottobre 2018   | Rio de Janeiro    | Brasile         | Stadio Maracanã                          | 43,727 / 63,843                          | $2,412,970   |
| 27 ottobre 2018   | Curitiba          | Brasile         | Estádio Couto Pereira                    | 41,833 / 42,325                          | $3,106,950   |
| 30 ottobre 2018   | Porto Alegre      | Brasile         | Estádio Beira-Rio                        | 40,297 / 46,989                          | $3,814,250   |
| 3 novembre 2018   | Montevideo        | Uruguay         | Estadio Centenario                       | 40,103 / 47,500                          | $3,038,885   |
| 6 novembre 2018   | La Plata          | Argentina       | Estadio Ciudad de La Plata               | 80,693 / 89,252                          | $5,318,280   |
| 10 novembre 2018  | La Plata          | Argentina       | Estadio Ciudad de La Plata               | 80,693 / 89,252                          | $5,318,280   |
| 14 novembre 2018  | Santiago del Cile | Cile            | Estadio Nacional Julio Martínez Prádanos | 52,624 / 52,624                          | $5,020,763   |
| 17 novembre 2018  | Lima              | Perù            | Estadio Monumental "U"                   | 21,830 / 28,000                          | $2,204,038   |
| 21 novembre 2018  | Bogotà            | Colombia        | Estadio El Campín                        | 29,682 / 32,789                          | $3,212,948   |
| 24 novembre 2018  | San José          | Costa Rica      | Estadio Nacional de Costa Rica           | 46,111 / 47,101                          | $3,285,421   |
| 28 novembre 2018  | Città del Messico | Messico         | Palacio de los Deportes                  | 42,654 / 43,191                          | $4,264,174   |
| 29 novembre 2018  | Città del Messico | Messico         | Palacio de los Deportes                  | 42,654 / 43,191                          | $4,264,174   |
| 1 dicembre 2018   | Città del Messico | Messico         | Palacio de los Deportes                  | 42,654 / 43,191                          | $4,264,174   |
| 4 dicembre 2018   | Guadalajara       | Messico         | Arena VFG                                | 25,123 / 26,062                          | $2,745,495   |
| 5 dicembre 2018   | Guadalajara       | Messico         | Arena VFG                                | 25,123 / 26,062                          | $2,745,495   |
| 8 dicembre 2018   | Monterrey         | Messico         | Arena Monterrey                          | 16,996 / 19,084                          | $1,618,985   |
| 9 dicembre 2018   | Monterrey         | Messico         | Arena Monterrey                          | 16,996 / 19,084                          | $1,618,985   |
| Totale            | Totale            | Totale          | Totale                                   | 2,312,023 / 2,533,258 (91.2%)            | $261,784,386 |

## Band
- Roger Waters - voce, basso elettrico, chitarra acustica, chitarra elettrica in Welcome to the Machine e Picture That
- Dave Kilminster - chitarre acustiche ed elettriche, talk box, cori
- Jon Carin - pianoforte, tastiere, programmatore, lap steel guitar, chitarre acustiche ed elettriche, cori, voce in Us and Them
- Gus Seyffert - chitarre acustiche ed elettriche, basso, cori
- Jonathan Wilson - chitarre acustiche ed elettriche, voce, cori
- Drew Erickson - pianoforte, tastiere, organo Hammond (è stato poi sostituito da Bo Koster a causa di un infortunio)[18]
- Bo Koster - pianoforte, tastiere, organo Hammond (dalla data di Newark in poi per sostituire Erickson)[19]
- Ian Ritchie - sassofono, basso
- Joey Waronker - batteria, percussioni
- Jess Wolfe - cori, percussioni, voce in The Great Gig in the Sky
- Holly Laessig - cori, percussioni, voce in The Great Gig in the Sky

## Film e album
Gli spettacoli allo Ziggo Dome di Amsterdam dal 18 al 23 giugno 2018 sono state riprese per il film Roger Waters: Us + Them, diretto da Waters e Sean Evans. Il film è stato presentato al 76º Festival di Venezia e il 2 ottobre 2020 è stato pubblicato un album live contenente i brani del film. Lo stesso giorno sono usciti Blu-ray e DVD del film.